# 米奇斯瓦夫·诺维茨基
米奇斯瓦夫·诺维茨基（波蘭語：Mieczysław Nowicki，1951年1月26日—），波兰男子自行车运动员。他曾代表波兰参加1972年和1976年夏季奥林匹克运动会自行车比赛，其中1976年奥运会获得一枚银牌和一枚铜牌。